# Аралтал
Аралтал (каз. Аралтал) — село в Бурлинском районе Западно-Казахстанской области Казахстана. Входит в состав города Аксай. Код КАТО — 273659200.
Село расположено на правом берегу реки Утва в 5 км к западу от города Аксай. До 2016 года входил в состав Пугачевского сельского округа. В 2017 году в село Аралтал из села Березовка были переселены 100 семей. В этот же год была введена в эксплуатацию общеобразовательная школа №8 в селе Аралтал.

## Население
В 1999 году население села составляло 314 человек (181 мужчина и 133 женщины). По данным переписи 2009 года, в селе проживало 475 человек (240 мужчин и 235 женщин).